# Basilico Genovese
Il Basilico Genovese è un tipo di coltivazione del basilico (Ocimum basilicum) e il nome di un prodotto ortofrutticolo italiano a Denominazione di origine protetta (D.O.P.).

## Descrizione
Il basilico è un'erba annuale della famiglia delle Labiate. La zona di origine della specie è quella dell'India e dell'Asia tropicale, dove veniva coltivata come pianta ornamentale e per le sue proprietà curative. Si tratta di una pianta originaria dell'India, già conosciuta dagli antichi egizi che la consideravano sacra; era apprezzata anche dagli antichi romani e compare nei testi di Plinio il Vecchio. Grazie a queste proprietà curative, distanti dall'impiego alimentare, il basilico è stato introdotto dai Romani nel Mediterraneo e, a partire dal XIX secolo, la coltivazione si sviluppa nell'area agricola di Genova.
Il Basilico Genovese è un prodotto coltivato esclusivamente sul versante marittimo della Liguria secondo un disciplinare che prevede la coltivazione tradizionale su terra naturale; non è quindi una cultivar, infatti si definisce "Basilico Genovese" solo quello certificato che rappresenta un tipo di coltivazione del basilico tradizionale della Liguria. Il Basilico Genovese si distingue per le foglie più piccole, dalla forma ovale e convessa, e il colore verde tenue. Il profumo è più delicato e privo della fragranza di menta.
Il Basilico Genovese è frutto dell'unione di due fattori: il territorio, inteso anche come vero e proprio terreno dove viene coltivato, e le tecniche di coltivazione via via sviluppate dagli agricoltori liguri nell'arco della storia.
L'indicazione D.O.P. si riferisce alla coltura praticata lungo il versante a mare di tutta la Liguria e la coltivazione nel quartiere genovese di Pra' è quella più famosa all'interno della regione.
Rinomato per la sua qualità è particolarmente indicato per la preparazione del classico pesto, il condimento tipico della cucina ligure adatto a confezionare uno svariato numero di piatti asciutti, tartine e focaccette.

## Semina
La semina può essere effettuata durante tutto l'anno, pur concentrandosi prevalentemente nel periodo primaverile. Si semina manualmente a una profondità di mezzo centimetro, in siepi appositamente predisposte (denominate tacche) lunghe circa 140 cm. La coltivazione annuale avviene in pieno campo all'aperto ed è maggiormente utilizzata dalle aziende alimentari per la trasformazione.
I fertilizzanti (soprattutto di tipo organico) vanno interrati precedentemente durante la fase di preparazione del terreno che dev'essere leggero ma al tempo stesso arricchito di una buona dotazione di calcio ed a basso contenuto di componente acida. L'acqua migliore per il basilico è l'acqua piovana.

### Coltivazione in serra
La coltivazione di serra è una tipicità ligure e garantisce commercio e possibilità di consumo del basilico fresco per tutto l'anno.
La semina in serra avviene durante tutto l'anno. Il terreno di semina viene reso soffice grazie a una lavorazione meccanica e disinfettato con vapore acqueo, per ridurre la presenza delle malattie nel terreno e limitare così l'uso dei prodotti chimici. La semina avviene a spaglio e ad alta densità con sementi di Ocimum basilicum L. appartenenti a ecotipi o selezioni che esprimano durante la coltivazione tradizionale le caratteristiche di tipicità, in particolare aroma intenso e totale assenza di menta.
Il basilico preferisce una temperatura intorno ai 20 °C e soffre i ristagni di umidità: Per assicurarne la crescita tutto l'anno viene coltivato in ambienti protetti e climatizzati, riscaldati in inverno e ombreggiati d'estate con sistemi di gestione climatica e un costante ricambio d'aria assicurato dalla ventilazione, che ne preserva la salute.
La raccolta avviene esclusivamente a mano, su apposite assi di legno sospese sopra la coltivazione, dove l'operatore si adagia per raggiungere il terreno senza calpestarlo, Le piante, complete di radici, vengono confezionate in mazzi piccoli (da 3 a 10 piantine) o in mazzi grandi, detti anche “bouquet” (da 30 a 100 piante).

### Coltivazione all'aperto
Il basilico viene seminato e coltivato in campo aperto durante i mesi estivi, su terra naturale e distribuito in file. L'irrigazione è abbondante e razionalizzata in base al clima per evitare sprechi di acqua e l'incidenza di malattie. La raccolta avviene tagliando l'apice della pianta, il più profumato e tenero.

## Tutela

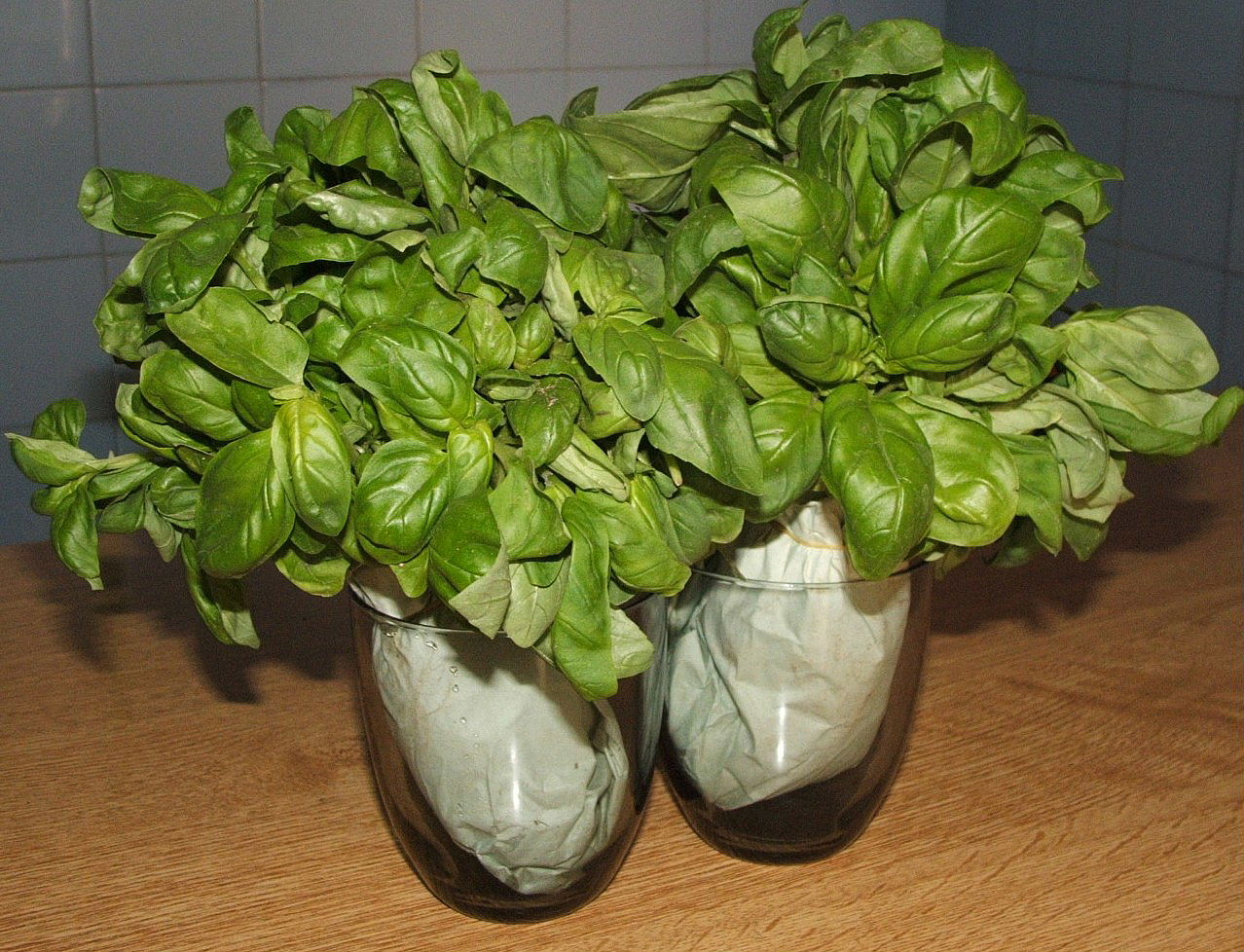
Due mazzetti di originale basilico di Pra'

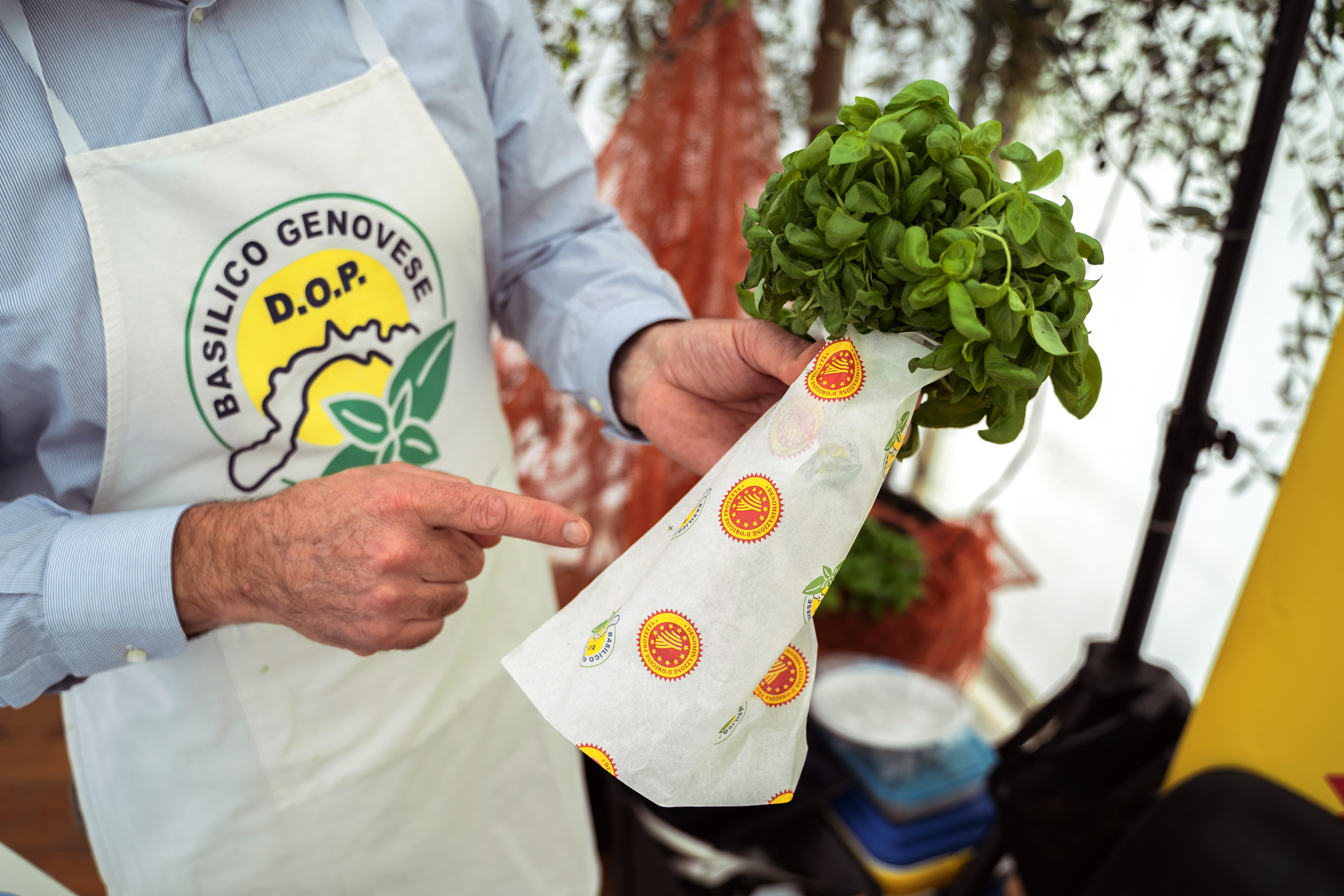
La carta di un bouquet di Basilico Genovese DOP con i loghi DOP

L'iter per il riconoscimento si è protratto per oltre sei anni e ha visto la sua fase conclusiva risolversi fra il 2004 e l'ottobre del 2005.
Il Consorzio di Tutela Basilico Genovese D.O.P. viene riconosciuto nel 2008 dal Ministero delle politiche agricole alimentari e forestali. Vi aderiscono quasi tutti i produttori di basilico della Liguria. Il consorzio svolge la sua azione a favore del prodotto destinato al consumo fresco e a quello destinato alla trasformazione. Tutti i confezionatori risultano essere anche produttori. Per quanto sia previsto dallo statuto e dalla normativa vigente, non esiste nessun confezionatore “puro”, che confeziona cioè il basilico per conto di altri produttori. 
La DOP garantisce il rispetto delle regole di produzione e la qualità del prodotto in tutte le sue fasi, dalla coltivazione al consumo e soprattutto riserva l'uso del nome Basilico Genovese al solo prodotto che dimostra, certificandola, l'origine dal territorio.
Il logo identificativo del Basilico Genovese D.O.P. è costituito da una forma circolare della stessa dimensione del simbolo comunitario della DOP. Contiene la dicitura per esteso "Basilico Genovese" (blu su sfondo bianco) ed evidenziato al centro l'acronimo D.O.P. (blu su sfondo giallo). Completano il marchio, la forma stilizzata della regione Liguria (contorno blu con interno bianco) posizionata nel semicerchio inferiore leggermente debordante a sinistra, ancora sotto, in parziale sovrapposizione della circonferenza esterna, compare una piantina stilizzata di basilico (di colore verde) composta da tre coppie di foglie a dimensione decrescente dall'esterno all'interno.
In omaggio al suo valore storico, il 4 giugno 2006 è stato inaugurato a Genova il "Parco del basilico di Pra'" allestito nella villa Lomellini-Doria-Podestà, ristrutturata dall'amministrazione provinciale di Genova ed utilizzata dal Centro per l'impiego del Ponente.
Dal 2009 la sede del Parco è stata spostata a Villa Sauli-Podestà ed è stato inaugurato il 2 maggio 2016 dal Sindaco Metropolitano Marco Doria, dal preside dell'istituto alberghiero IPSSA “Nino Bergese”, Angelo Capizzi e dal presidente della Fondazione Cif Formazione, Alessandro Repetto, facente parte del progetto “Il Mortaio”. Dal 2019 la nuova convenzione vede la responsabilità delle iniziative in capo all'istituto scolastico IPSSA “Nino Bergese”. La villa è limitrofa alle grandi e moderne serre attigue al casello autostradale di Genova Pra'.